# Poum (Struga)
Poum é uma vila localizada no município de Struga, na República da Macedônia do Norte.